# Què, estàs gelosa?
Què, estàs gelosa? (títol original Aha oe feii?) és un quadre de Paul Gauguin fet el 1892 durant la seva primera estada a Tahití. Es conserva al Museu Puixkin de Moscou. Es coneix per la referència núm. 461 del catàleg de Wildenstein.
El títol en tahitia vol dir literalment «per què tens rancúnia?», en tahitià normalitzat No te aha ’oe fe’i’i?, però Gauguin va adoptar l'errada del diccionari Jaussen i ho va traduir en el catàleg de l'exposició Durand-Ruel del 1893 com Et quoi! Tu es jalouse?

## Descripció
Dues noies tahitianes són a la platja, una estirada i l'altra asseguda, nues i amb un pareo estès al costat. La sorra de la platja és llisa, tractada amb un color pla, i el mar és sinuós amb colors arbitraris.
La tensió que suggereix el títol no es reflecteix en el quadre. Les dues noies estan representades en una actitud contemplativa, de descans. Gauguin explica l'escena a Noa Noa:
«A la vora de la mar, malgrat la calor, dues germanes, que s'acaben de banyar, s'estiren en gracioses actituds animals de descans, i parlen amors d'ahir, de demà. Una baralla: un record.
»– I què? estàs gelosa?»
Per Gauguin les noies tahitianes són «daurades i bronzejades, de coloracions a la
vegada obagues i ardents. El sol les ha cremat, però també les ha penetrat i irradia d'elles […] Són amoroses, indolents i alegres de dia, i entristides i tremoloses de nit.»

## Obres relacionades
La posició de la noia asseguda està basada en una fotografia que tenia Gauguin d'un fris del teatre de Dionís d'Atenes, donant una sensació escultural i de relleu. Gauguin es va mostrar molt satisfet de la seva obra i posteriorment va repetir les figures en diferents obres. El 1894 va fer un monotip reproduint les dues figures, invertides pel procès de transferència. Després, va seleccionar el motiu per una de les 10 xilografies de la Suite Noa Noa amb les que volia sintetitzar les seves obres de la primera estada a Tahití. En el gravat Auti te pape (Dones en l'aigua) desapareix la figura reclinada simplificant-la en unes formes rocoses i hi afegeix al fons una figura del quadre Prop del mar. Com que les mides del monotip i de la xilografia són les mateixes, se suposa que va copiar els perfils del monotip a la planxa de fusta i en gravar-la va eliminar la figura reclinada.

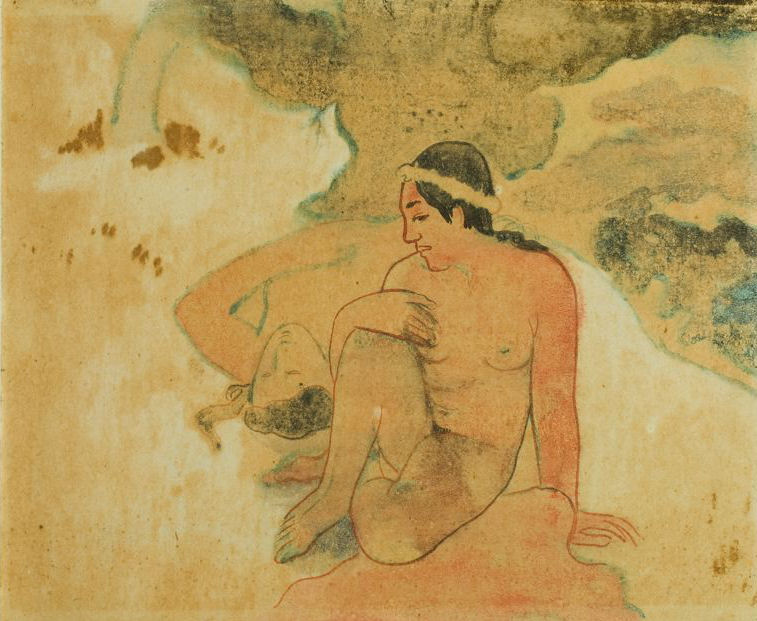
Aha oe feii, monotip, 1894
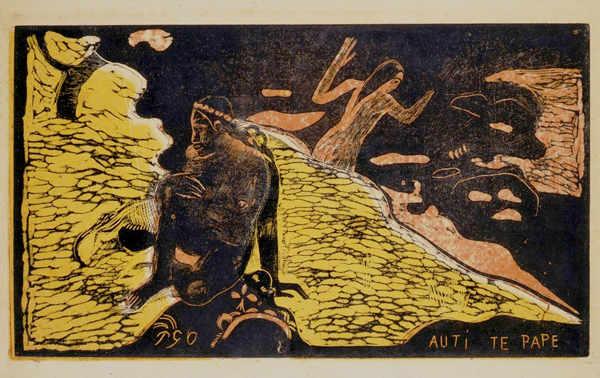
Auti te pape, xilografia, 1894

La mateix figura la va tornar a pintar en els quadres Nave nave moe (1894), El gran Buda (1899) i a I l'or dels seus cossos (1901).

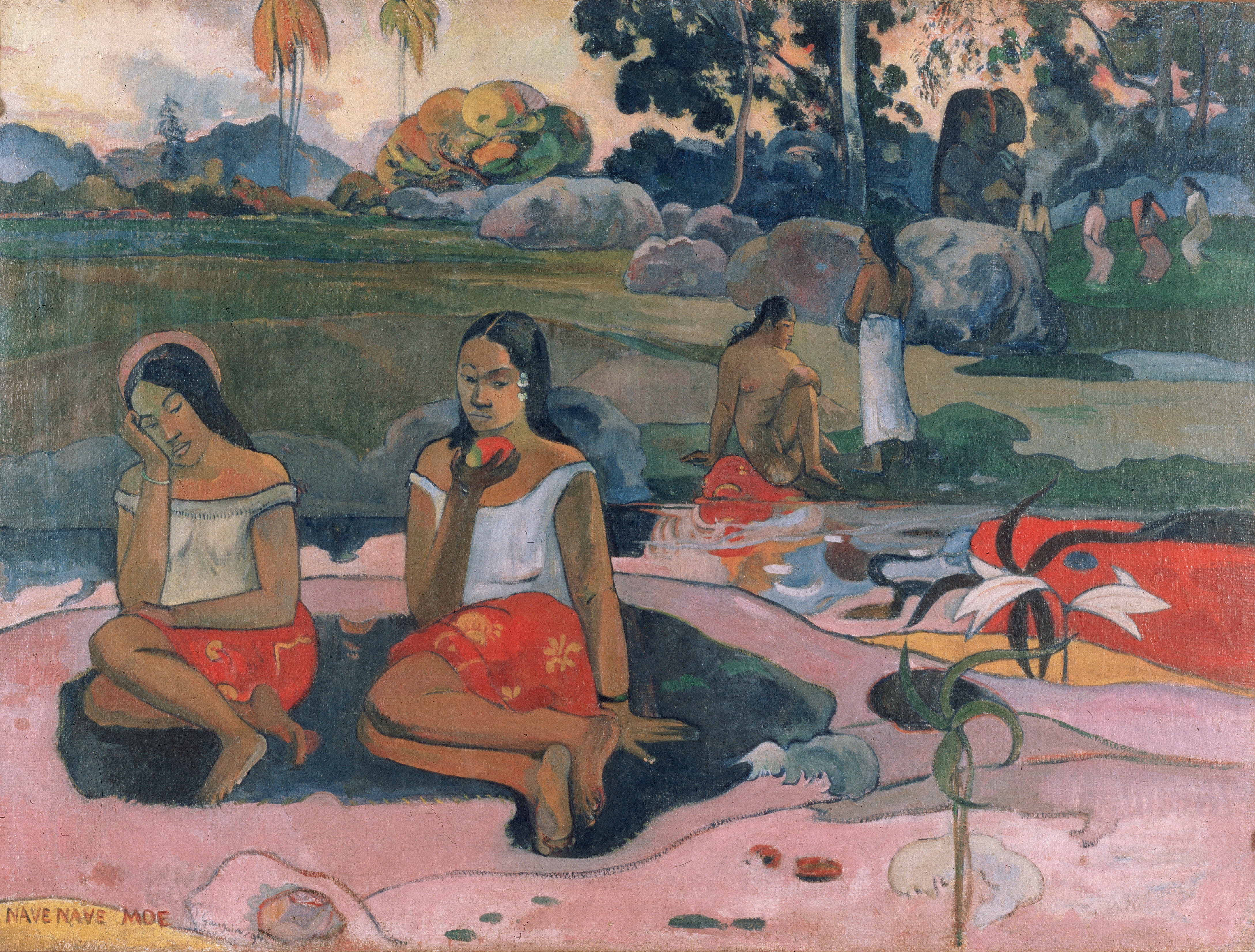
Nave nave moe, 1894
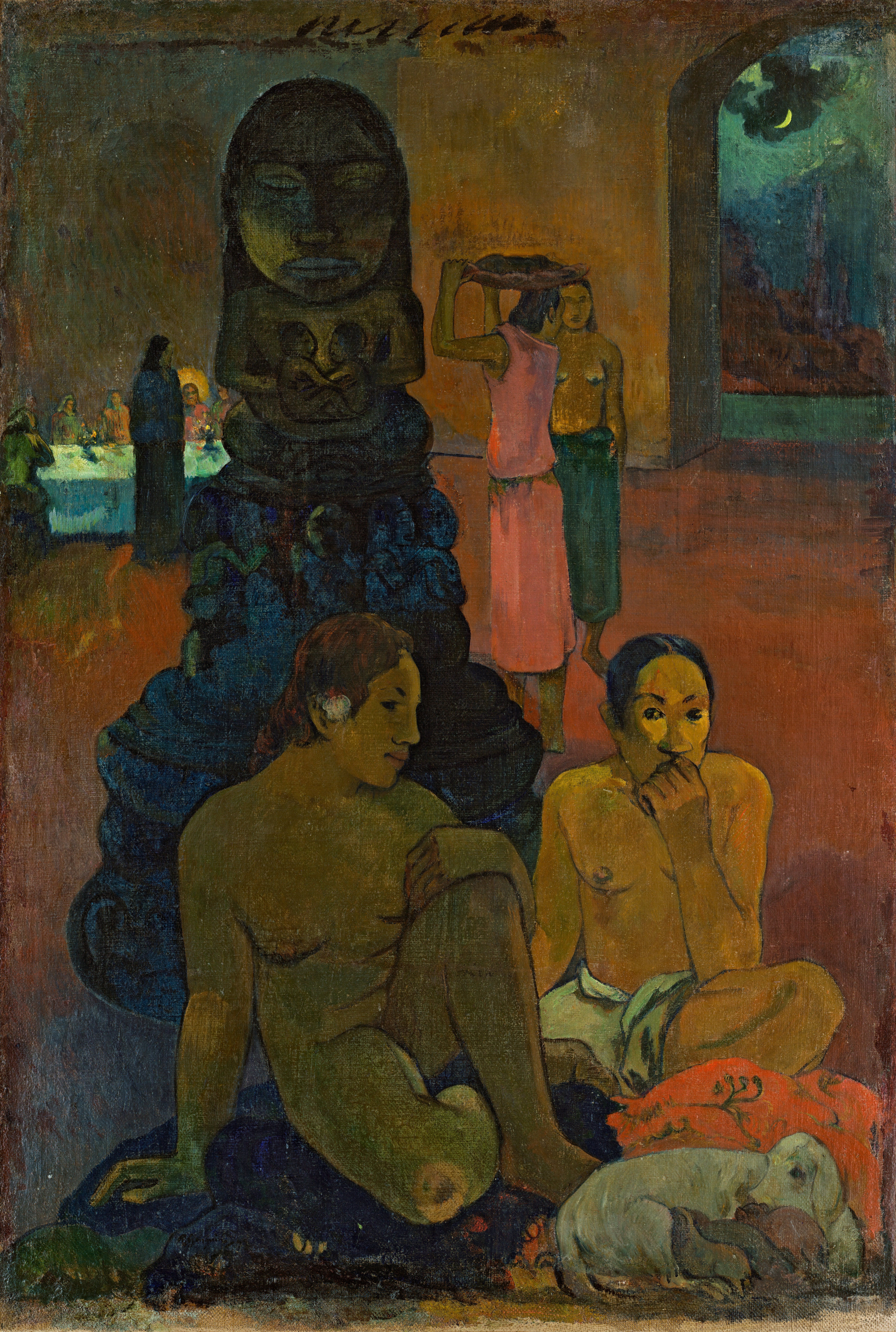
El gran Buda, 1899
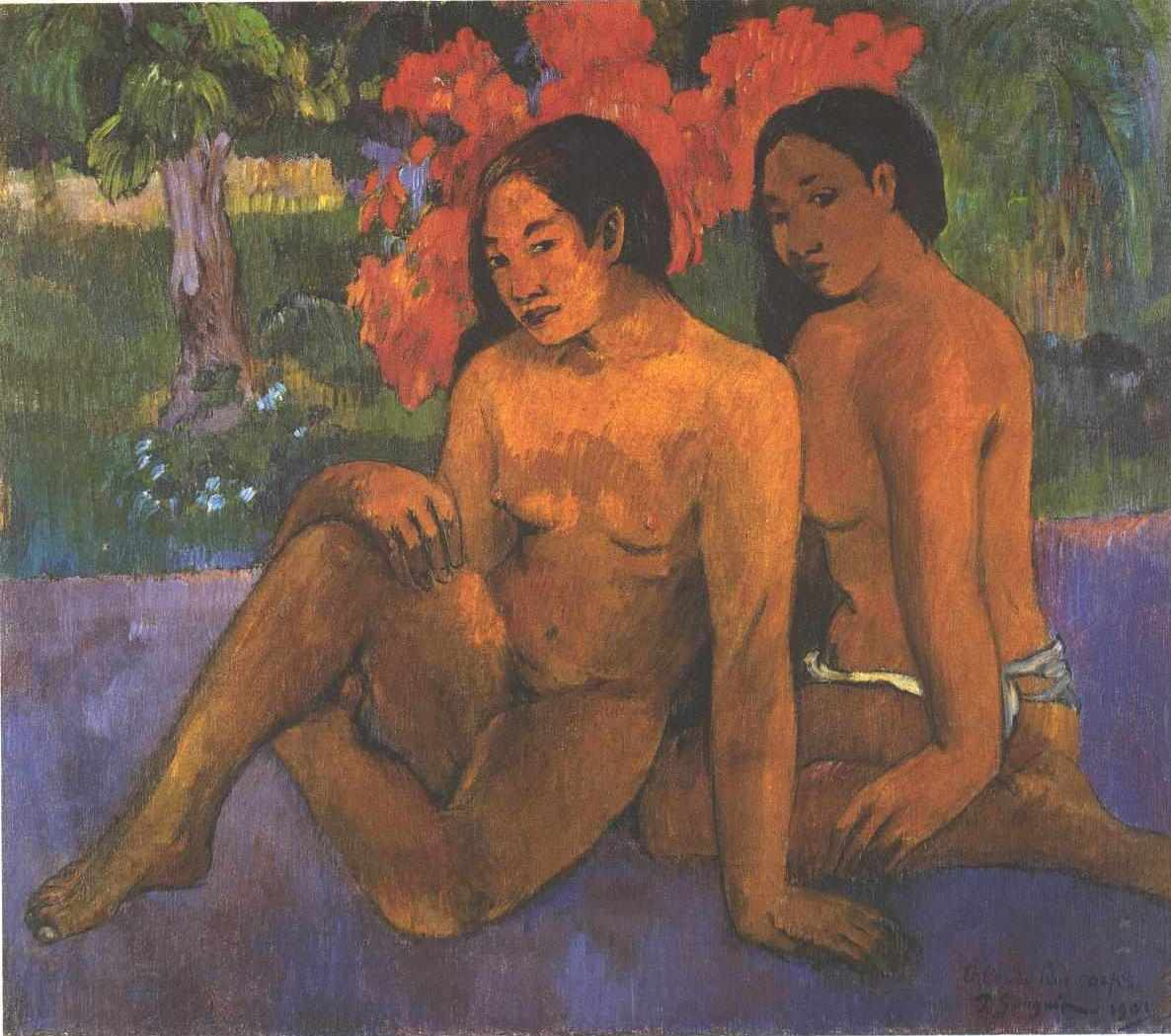
I l'or dels seus cossos, 1901

## Historial
Va enviar el quadre a la seva dona a Copenhaguen per vendre-l, però no va ser possible per l'alt preu que hi va posar. El 1883 va ser exposat en el Bâtiment des Expositons libres de Copenhaguen, amb el número 163, i el mateix any en l'exposició «Obres recents de Gauguin» de la Galeria Durand-Rouel de París, amb el número 18. En la subhasta de l'Hôtel Drouot del 1895 va ser comprat per Edgar Degas per 500 francs. Des del 1908 és al Museu Puixkin.
L'obra està publicada en el catàleg de Wildenstein de 1964 amb el número 461, i en el catàleg de Gabriele Sugana de 1972 amb el número 287.